# Onkel Silas
Onkel Silas ist ein zweiteiliger deutscher Fernseh-Kriminalfilm, der auf dem Roman Onkel Silas oder das verhängnisvolle Erbe (Originaltitel: Uncle Silas, erschienen 1864) von Joseph Sheridan Le Fanu basiert. Er gehört zur Reihe der von Wilhelm Semmelroth inszenierten sogenannten Plüschkrimis.

## Handlung
Sir Austin Ruthyn verstirbt und vermacht sein Vermögen und sein Anwesen seiner noch minderjährigen Tochter Maud. Sie soll laut Testament bis zu ihrer Volljährigkeit in der Obhut ihres Onkels Silas, des Bruders ihres Vaters, leben. Monica, die Schwester des Vaters, ist darüber sehr verwundert und verärgert, da Silas schon seit 20 Jahren keinen Kontakt zu seinen Geschwistern hatte und seine Nichte nie kennengelernt hat. Silas war damals wegen Mordes angeklagt, nachdem ein Herr, bei dem Silas hohe Spielschulden hatte, sich in einem Zimmer in Silas’ Schloss anscheinend das Leben nahm. Silas wurde dann aber wegen der Aussage seiner Geliebten, Madame Rougierre, freigesprochen. Trotz des Freispruchs (und wegen Silas’ unmoralischem Lebenswandel und seiner Opiumsucht) brachen die Geschwister damals den Kontakt ab. Nun lebt der verarmte Silas mit Madame Rougierre (offiziell seine Haushälterin) in seinem Schloss, das er wegen seiner Schulden vielleicht bald verlieren wird. Er soll jedoch das Erbe seines Bruders antreten, sollte Maud vor Erreichen der Volljährigkeit etwas zustoßen.
Maud lebt sich, auch dank Silas’ gleichaltriger Tochter Milly, gut im Schloss ihres Onkels ein. Sie wird umgarnt von Captain Oakley, einem jungen Offizier. Silas plant jedoch, dass sein Sohn Dudley Maud näherkommt und sie eines Tages heiratet, um an ihr Erbe zu kommen. Dudley kam gerade von einer angeblichen Geschäftsreise aus London zurück – tatsächlich war er aber gar nicht in London, sondern hat, zum Ärger seines Vaters, sein Geld mit seiner Geliebten Sarah durchgebracht, der Tochter eines Gastwirts. Um Oakley von Maud fernzuhalten, verwickelt Dudley ihn im Auftrag seines Vaters in einen Streit, der zu einem Duell führt, in dem Oakley am Arm verwundet wird. Maud pflegt ihn liebevoll im Haus ihrer Tante. Seinen Heiratsantrag nimmt er jedoch zurück, weil er glaubt, Maud könne ihn nicht mehr lieben, so wie er durch Dudley gedemütigt wurde.
Unerwartet taucht Sarah auf und behauptet, Dudley könne Maud nicht heiraten, da er schon mit ihr verheiratet sei. Tatsächlich hat Dudley sie, von ihrem Vater unter Druck gesetzt, geheiratet und dies seinem Vater verschwiegen.
Silas besucht seine Schwester Monica und klagt ihr sein Leid: Er habe Dudley verstoßen, der nun auf dem Weg nach Australien sei. Sein Schloss müsse versteigert werden, Milly werde er in ein Pensionat in Frankreich schicken und sich selbst dort ein kleines Haus kaufen. Maud soll ihn auf der Reise nach Frankreich begleiten und danach bis zum Antritt des Erbes bei ihrer Tante Monica leben. Diese ist mit Silas’ Plänen einverstanden.
Tatsächlich plant Silas aber keine Abreise, sondern den Mord an Maud: Diese soll unter Androhung von Gewalt Ansichtskarten schreiben, die den Anschein erwecken, sie sei in Frankreich. Dudley, der gar nicht nach Australien abgereist ist, soll Maud ermorden, die Leiche im Moor versenken, nach Frankreich reisen und die Karten abschicken. Später soll Monica einen Brief erhalten, mit der Nachricht, Maud sei bei einem Schiffsunglück im Ärmelkanal ertrunken.
Monica und ihr Freund, der Anwalt Brenton, schöpfen jedoch Verdacht, als sie Maud besuchen wollen und Silas behauptet, sie sei schon abgereist. Tatsächlich wird sie in einem Zimmer des Schlosses versteckt. Sie versucht zu fliehen und verbarrikadiert sich in dem Zimmer, in dem Silas einst seinen Gläubiger ermordet hat. Dudley klettert durchs Fenster hinein und soll Maud erwürgen, während Madame Rougierre sie festhält. Dudley hat jedoch immer mehr erkannt, dass er nur ein Werkzeug seines Vaters ist, und kann sich nicht dazu überwinden. Stattdessen erschlägt er Madame Rougierre, als diese Maud zu würgen beginnt.
Während der inzwischen genesene Oakley Maud findet und nach Hause zu ihrer Tante bringt, will Dudley die Leiche im Moor verschwinden lassen. Sie ist zwar in eine Decke eingewickelt, der beim Moor wartende Silas erkennt aber trotzdem an den roten Haaren seine Geliebte. Beide beginnen einen Kampf und Dudley schubst ihn ins Moor. Daraufhin versinkt er, aber Dudley rettet ihn nicht.
Während Maud nun einer rosigen Zukunft mit ihrem baldigen Ehemann Oakley entgegenblicken kann, wird Dudley festgenommen und erhängt sich in seiner Zelle.

## Produktion
Der Film wurde vom WDR produziert und am 26. Juni (1. Teil) und 28. Juni (2. Teil) 1977 zum ersten Mal ausgestrahlt. 2011 wurde er von Studio Hamburg Enterprises auf DVD veröffentlicht.
Nach einer britischen (Uncle Silas) und einer argentinischen Verfilmung (El misterioso tío Silas), beide aus dem Jahr 1947, war dies die erste deutschsprachige Adaption des Romans.